# Komediehuset på Engen
Komediehuset på Engen (« la maison de la comédie du pré »), aussi surnommé localement Det Gamle Teater (« le vieux théâtre »), est un ancien théâtre norvégien dont la construction à Bergen s'achève en 1800 et l'exploitation scénique assurée par Det dramatiske Selskab, société dramaturgique fondée le 25 décembre 1794.
À l'ouverture du théâtre  (1800), Det dramatiske Selskab compte 600 sociétaires. Le bâtiment sert à l'activité théâtrale privée de l'association jusqu'en 1828. Les locaux sont ensuite utilisés occasionnellement l'été par des compagnies danoises de théâtre itinérant.

## Composition
Le bâtiment, construit en forme de U, comporte deux étages et deux ailes au nord. La salle de théâtre renferme une galerie et dispose d'environ 900 places. L'entrée de l'édifice affiche la devise du bâtiment, en latin et en dano-norvégien  « Ridentur et corriguntur : Nous nous rions des coutumes et les corrigeons. ».

## Postérité

### Det norske Theater(1850-1863)
C'est aussi à la Maison de la Comédie du pré que le violoniste Ole Bull établit le premier théâtre norvégien en 1850. Le théâtre national d'Ole Bull tient le coup jusqu'à son arrêt définitif en 1863. Det norske Theater fonctionne comme un lieu d'enseignement théâtral pour les dramaturges norvégiens Henrik Ibsen et Bjørnstjerne Bjørnson, également anciens employés  du théâtre, l'autrice danoise Magdalene Thoresen. 

### Den Nationale Scene(1876-1909)
Dès sa fondation en 1876, Den Nationale Scene s'installe dans un premier temps dans les locaux de Komediehuset. Sous les directions de Nils Wichstrøm (1876-1879) à Olaf Mørch Hansson (1908–1909)n le théâtre reste entre les murs de Komediehuset på Engen, puis emménage dans l'actuel emplacement une fois le nouveau théâtre achevé en 1909. 

## Musée officieux
Avec le déménagement  de Den Nationale Scene  dans son nouveau bâtiment en 1909, le « vieux théâtre », se convertit désormais en une sorte de musée du théâtre, contenant un certain nombre d'accessoires et de documents d'archives remontant à de Det norske Theater d'Ole Bull.
Ce matériel de la mémoire théâtrale de Bergen est en grande partie perdu sous les bombardements britanniques en 1944. Soixante bâtiments du quartier Nøstet, dont la Komediehuset på Engen, sont irrémédiablement endommagés ou détruits.